# Артемова-Мгебрішвілі Людмила Іванівна
Людмила Іванівна Артемова-Мгебрішвілі (13 листопада 1948, сел. Суворовський (нині — м. Суворов) Тульської області, Російської РФСР — 18 травня 2021) — провідна актриса Тбіліського державного академічного російського драматичного театру імені О. С. Грибоєдова. Заслужена артистка Грузії.

## Біографія
Народилася Людмила Артемова-Мгебрішвілі 13 листопада 1948 року в селищі Суворовський (нині — місто Суворов) Тульської області.
У 1970 році закінчила Всеросійський державний університет кінематографії імені С. О. Герасимова (ВДІК), акторський факультет (майстерня народного артиста СРСР Бориса Бабочкіна).
З 1971 року — акторка Тбіліського державного академічного російського драматичного театру імені О. С. Грибоєдова, з яким гастролювала містами України (Київ та Полтава), Росії та Молдови.
Людмила Артемова-Мгебрішвілі бере участь у громадському житті, зокрема, у просвітницьких акціях.

## Нагороди
- Медаль Пушкіна (29 січня 2016 року, Росія) — за великий внесок у зміцнення дружби і співробітництва з Російською Федерацією, розвиток торговельно-економічних та наукових зв'язків, збереження та популяризацію російської мови та культури за кордоном[5]
- Заслужена артистка Грузії

## Ролі в театрі
- Таня — «Дорога квітів» В. Катаєва (реж. П. Фоменко)
- Наречена — «Точка зору» Ст. Шукшина (реж. О. Товстоногов)
- Клементина — «Забути Герострата» Р. Горіна (реж. О. Товстоногов)
- Гермія — «Сон в літню ніч» В. Шекспіра (реж. О. Товстоногов)
- Даніель — «Двері грюкають» М. Фермо (реж. Р. Чакветадзе і Р. Жорданія)
- Ольга — «Сестри» Л. Розумовської (реж. Р. Чакветадзе і Р. Жорданія)
- Френ — «Ключ» Н. Саймона (реж. Г. Черкезишвілі)
- Вівіан Буасьер — «Будьте здорові» П. Шено (реж. Л. Джаші)
- Губернаторша — «Принц-горбань» Ф. Коні (реж. Л.Джаші)
- Катерина Іванівна — «Жінка» Л. Андрєєва (реж. Г. Кавтарадзе)
- Шарлотта — «Вишневий сад» А. Чехова (реж. Г. Кавтарадзе)
- Раневська — «Вишневий сад» А. Чехова (реж. Г. Кавтарадзе)
- Тамара — «Яма» О. Купріна (реж. Г. Кавтарадзе)
- Олександра Федорівна — «Распутін» М. Лашер (реж. Г. Кавтарадзе)
- Ельміра — «Тартюф» Ж.- Б. Мольєра (реж. А. Джакелі)
- Пані Ракен — «Тереза Ракен» Е. Золя (реж. А. Варсимашвілі)
- Дружина («Життя з ідіотом» В. Єрофєєва) — «Russian блюз» (інсценізація творів російських письменників і режисура А. Варсимашвілі)
- Сваха («Хороший кінець») — «Життя прекрасне» (інсценізація творів А. Чехова та режисура А. Варсимашвілі)
- Королева — «Принцеса і свинопас» Г.-Х. Андерсена (автор п'єси і режисер А. Єнукідзе)
- Кабато — «Ханума» А. Цагарели, ГР .Канчелі (реж. А. Варсімашвілі)
- Ніна Чавчавадзе — «Сни про Грузію» (вистава А. Варсимашвілі з російської поезії XIX—XX століть)
- Тамара — «П'ять вечорів» О. Володіна (реж. Г. Шалуташвілі)
- Мати — «Я, Булат Окуджава» (вистава А. Варсимашвілі за мотивами роману «Скасований театр»)
- Наташа — «Майстер і Маргарита» М. Булгакова (автор інсценізації та режисер А. Варсимашвілі)
- Графиня Вишня — «Чиполліно» Дж. Родарі (реж. Г. Тодадзе)
- Мати Емелі — «Ємеліне щастя» (за мотивами російських народних казок, реж. Г. Тодадзе)
- Марія Степанівна, мати Килини — «Достоєвський. ru» (вистава А. Єнукідзе за мотивами роману Ф. Достоєвського «Записки з Мертвого дому»)
- Чорна Баронеса — «Різдвяна казка» (реж. В. Ніколава)
- Місіс Кларк — «Кар'єра Артуро Уї» Б. Брехта (реж. В. Ніколава)
- Юдиф — «Гетто» Дж. Собола (реж. А. Варсимашвілі)
- Орина Пантелеймонівна — «Одруження» М. Гоголя (реж. А. Варсимашвілі)
- Вязопуриха — «Холстомер. Історія коня» за повістю Л. Толстого (реж. А. Варсимашвілі)
- Полусумасшедшая бариня — «Гроза» О. Островського (реж. В. Ніколава)
- Час — «Зимова казка» У. Шекспіра (реж. В. Ніколава)

## Особисте життя
Чоловік — Олександр Мгебрішвілі, кінооператор, продюсер. Оператор-постановник художніх фільмів «Мелодії Верійського кварталу», «Нуца», «Прийди в долину винограду», «Білі камені» тощо. Помер у 2010 році.
Син — Давид Мгебрішвілі, режисер, художній керівник Потійського державного драматичного театру імені В. Ґуні.